# Tossal de Sant Quiri (Sarroca de Bellera)
El Tossal de Sant Quiri és una muntanya de 1.626,4 m d'altitud del terme municipal de Sarroca de Bellera, del Pallars Jussà, però dins de l'antic terme de Benés, de l'Alta Ribagorça, agregat el 1970 a Sarroca de Bellera.
És a la part nord-oriental d'aquest terme municipal, al sud-est del poble de Sas, a ponent del de Benés i al nord del de Sentís.